# Distaplia clavata
Distaplia clavata is een zakpijpensoort uit de familie van de Holozoidae. De wetenschappelijke naam van de soort is voor het eerst geldig gepubliceerd in 1851 door Sars.